# Frézování

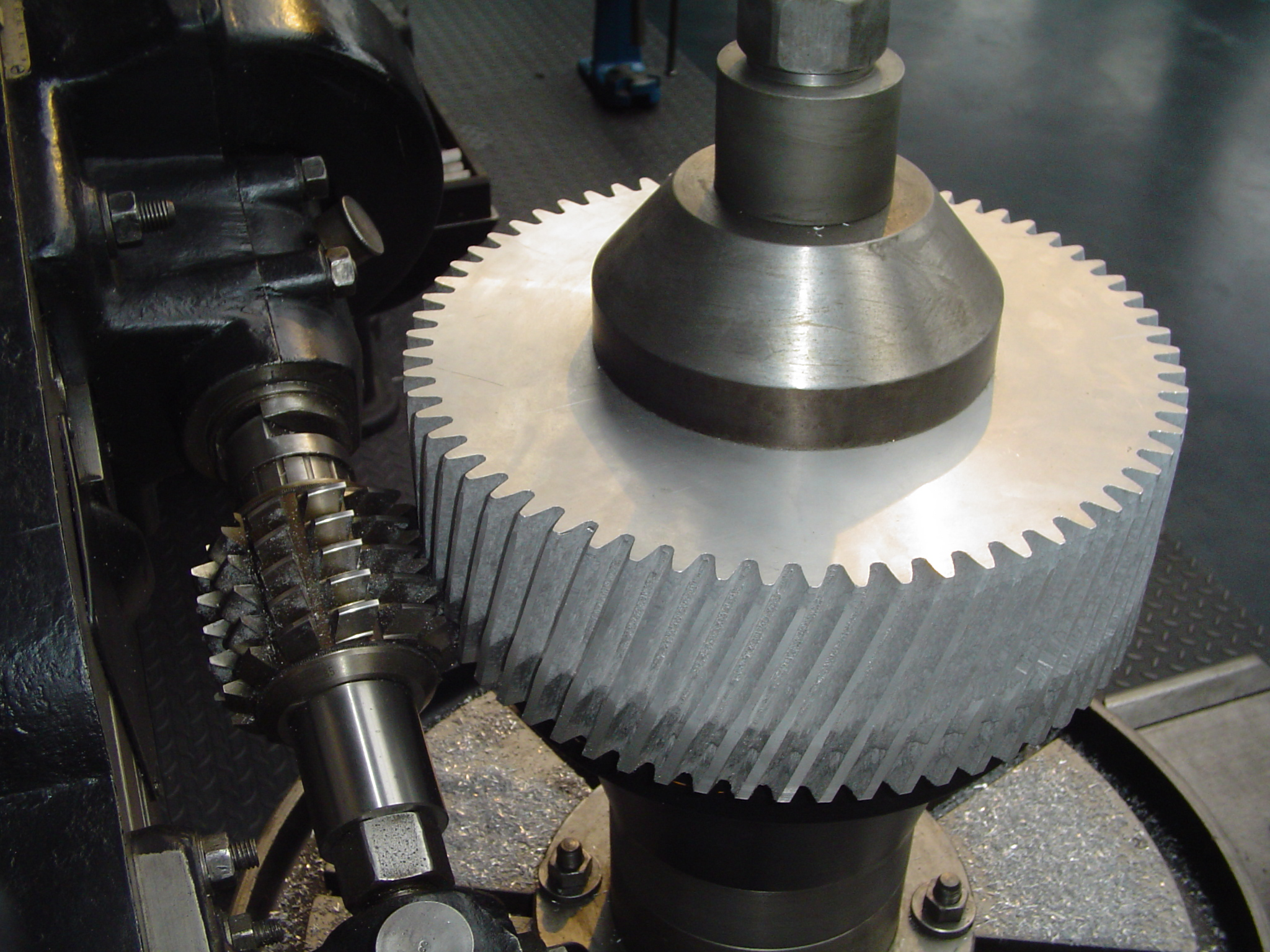
Frézování čelního ozubení pomocí odvalovací frézy

Frézování materiálu je strojní třískové obrábění kovů vícebřitým nástrojem. Používá se pro různorodé "tužší" materiály, např. kovy, dřevo, umělé hmoty (např. plasty), beton, kámen atp.

## Popis
Hlavní pohyb (rotační) koná nástroj a vedlejší pohyb (přísuv, posuv) obrobek. Klasicky probíhá ve třech osách, ve více než třech osách pracují více-osá obráběcí centra. Frézovací stroj se nazývá frézka, frézovací nástroj fréza. Frézování se dělí na sousledné, kdy se nástroj otáčí ve směru pohybu stolu s obrobkem a nesousledné, kdy je tomu opačně. Dnes se na moderních CNC strojích používá téměř výhradně sousledné frézování, protože přináší delší trvanlivost nástroje. Naopak u starších strojů, u kterých se nepoužívají kuličkové šrouby k ovládání posuvů, se musí vždy použít posuv nesousledný.
Jako ve všech odvětvích, tak i v oblasti třískového obrábění neustále dochází k inovacím, a to jak z hlediska hardware (stroje a nástroje), tak v oblasti software (CAM systémy), a pro zvyšování produktivity a tím schopnosti konkurovat je zapotřebí tento vývoj sledovat.
Jednou z největších inovací v poslední době je tzv. adaptivní obrábění. Jedná se o výpočet dráhy takovým způsobem, aby bylo dosaženo maximálně možného zatížení nástroje a nástroj přitom nebyl nikdy přetížen. Tato dráha je vypočítána speciálním výpočtem, který již není možné dosáhnout běžným způsobem. Navíc tato technologie nabízí i použití "Redukce kroku", čímž je optimalizována výsledná drsnost povrchu.
Adaptivní obrábění zajistí odebrání co nejvíce materiálu v co nejkratším čase při zajištění maximální bezpečnosti obráběcího procesu, a to vše s optimalizací drsnosti výsledného povrchu připraveného pro dokončovací způsoby obrábění.
Tato změna zůstává na dlouhou dobu nejvýznamnějším přínosem pro zvýšení produktivity a bezpečnosti třískového obrábění, konkrétně frézování.

## Historie
Frézování se užívalo dříve než soustružení. První použitelné stroje na frézování byly zkonstruovány začátkem 18. století. Současnou podobu získaly až koncem 19. století.

## Válcové frézy
Při frézování válcovou frézou řeže fréza zuby po obvodě, při čelním frézování řeže současně zuby po obvodě a na čele.